# La Certosa di Parma (miniserie televisiva 1982)
La Certosa di Parma è un sceneggiato televisivo in 6 puntate del 1982, diretto da Mauro Bolognini, che ricalca in modo fedele la trama dell'omonimo romanzo di Stendhal.

## Trama
Fabrizio Del Dongo, giovane nobiluomo allevato dalla madre e dalla zia, si arruola come volontario nella Grande Armata di Napoleone e partecipa alla battaglia di Waterloo.
Deluso nei suoi ideali di gloria, Fabrizio ritorna a Parma dove entra nella carriera ecclesiastica e inizia a far vita di corte.
A causa dei suoi contatti con un anarchico è però costretto ad abbandonare la città; in seguito viene catturato e imprigionato nella Cittadella di Parma. Qui si innamora di Clelia, la figlia del governatore della prigione, che lo aiuta ad evadere.
Fabrizio riuscirà infine a unirsi a Clelia, che gli darà un figlio; ma la morte di Clelia e del bimbo lo spingerà a isolarsi nella Certosa di Parma, per morirvi a sua volta poco dopo.